# NGC 3134
NGC 3134 في الفهرس العام الجديد، هي مجرة، تقع في كوكبة الأسد. اكتشفت في 6 فبراير 1878 .

## روابط خارجية
- NGC 3134 على موقع ويكي سكاي: DSS2, SDSS, GALEX, IRAS, Hydrogen α, X-Ray, Astrophoto, Sky Map, Articles and images